# Trullifiorinia minima
Trullifiorinia minima är en insektsart som först beskrevs av William Miles Maskell 1884.  Trullifiorinia minima ingår i släktet Trullifiorinia och familjen pansarsköldlöss. Inga underarter finns listade i Catalogue of Life.